# Hrvatska na Zimskim paraolimpijskim igrama 2002.
Hrvatska je nastupila na Zimskim paraolimpijskim igrama u Salt Lake Cityju 2002. godine. Bile su to prve paraolimpijske igre na kojima je nastupala samostalna Hrvatska.

## Popis hrvatskih natjecatelja
U Salt Lake Cityju 2002. nastupilo je dvoje hrvatskih reprezentativaca na Zimskim paraolimpijskim igrama:
- Aleksandra Kosanić - alpsko skijanje
- Tomislav Zadro - alpsko skijanje